# Ахмед Уджані
Ахмед Уджані (араб. أحمد أوجاني, 19 березня 1937, Скікда — 15 січня 1998) — алжирський футболіст, що грав на позиції нападника. Найбільш відомий за виступами за клуб «Ланс», а також у національній збірній Алжиру.

## Клубна кар'єра
Ахмед Уджані народився в Алжирі, коли він знаходився у володінні Франції. Після початку футбольної кар'єри в юнацький командах на батьківщині Уджані у 1958 році перейшов до французької команди «Ланс», де швидко став кращим бомбардиром. У складі команди грав до 1965 року, та відзначився у складі команди 94 забитими голами в 148 проведених матчах, а в сезоні 1963—1964 років з 30 забитими голами став кращим бомбардиром чемпіонату Франції.. У 1965 році алжирець перейшов до клубу «Расінг» (Париж), і до 1968 року грав також у французьких клубах «Седан» і «Кан», проте високою результативністю в них не візначався. У 1968 році футболіст повернувся на батьківщину, де до 1970 року грав у складі клубів «УМ Тебесса» та «ЖСМ Беджая». У 1970 році Уджані повернувся до клубу «Ланс», але вже не був гравцем основного складу, і в 1972 році завершив виступи на футбольних полях.

## Виступи за збірну
Після відновлення незалежності Алжиру Ахмед Уджані в 1963 році дебютував у складі національної збірної Алжиру. У складі збірної грав до 1965 року, провів у її складі 5 матчів, забивши один гол.
Помер Ахмед Уджані 15 січня 1998 року на 61-му році життя в Ліллі.

## Титули і досягнення
- Найкращий бомбардир чемпіонату Франції:

«Ланс»: 1963–1964 (30 м'ячів)